# Конюшковский сельсовет
Конюшковский сельсовет — сельское поселение в Чаплыгинском районе Липецкой области Российской Федерации.
Административный центр — село Конюшки.

## История
Статус и границы сельского поселения установлены Законом Липецкой области от 23 сентября 2004 года № 126-ОЗ «Об установлении границ муниципальных образований Липецкой области»

## Население
| 2010 | 2012 | 2013 | 2014 | 2015 | 2016 | 2017 |
| ---- | ---- | ---- | ---- | ---- | ---- | ---- |
| 471  | ↘457 | ↘442 | ↘435 | ↘409 | ↘393 | ↘386 |
| 2018 | 2021 |      |      |      |      |      |
| ↘377 | ↘357 |      |      |      |      |      |

## Состав сельского поселения
| № | Населённый пункт     | Тип населённого пункта       | Население |
| - | -------------------- | ---------------------------- | --------- |
| 1 | Конюшки              | село, административный центр | ↘443      |
| 2 | Конюшковские Выселки | деревня                      | 0         |
| 3 | Кулики               | деревня                      | 15        |
| 4 | Троекурово           | деревня                      | ↘13       |